# مصطفى الحناوي
لواء أ.ح طيار / مصطفى شلبي الحناوي قائد القوات الجوية خلال الفترة (2 نوفمبر 1967 - 22 يونيو 1969) وأثناء حرب الاستنزاف 1967 وأحد الذي ساهموا في تطوير وإصلاح سلاح الطيران المصري بعد هزيمة حرب 1967.

## حياته
ولد عام 23 مايو 1924 في محافظة البحيرة، مركز إيتاي البارود، قرية كفر عوانه حصل على الشهادة الابتدائية سنة 1937 من مدرسة الأورمان ثم انتقل إلى المدرسة السعيدية الثانوية. حيث كان نظام الثانوية العامة خمس سنوات، يحصل التلميذ على شهادة الثقافة العامة بعد الأربع سنوات الأولى، وعلى شهاده البكالوريا بعد السنة الخامسة.
ثم أعلنت الكلية الحربية دفعة جديدة سنة 1942 تقدم اللواء الحناوي بنوع من دعابة الشباب مع أصدقائه وكان ليس لديه أي رغبة بدخوله الكلية الحربية وكان أمله هو الالتحاق بكلية الطب بعد حصوله على البكالوريا ليكون مثل عمه.
قبلت الكلية الحربية 150 طالبا ومنهم اللواء الحناوي عندما قابل والده حمدي باشا سيف النصر وزير الحربية.
كان اللواء الحناوي من أوائل الخرجين بالكلية الحربية ثم تم توزيعه على سلاح القوات الجوية وكانت دراسة القوات الجوية عامين فقط، وتخرج اللواء الحناوي وكان أيضا أول الدفعة في القوات الجوية .
خرج اللواء الحناوي في بعثات خارجية في (المملكة المتحدة).
(والاتحاد السوفييتي).
و اشترك في تدريبات عديدة في سلاح الطيران البريطاني وفي منطقة القنال سواء في الطلعات الجوية أو التدريبات الأرضية. 
حصل على 15 دورة تدريبية.
وقام بالطيران على 22 نوع من الطائرات
حصل على درجة ماجيستير في العلوم العسكرية من أكاديمية (فروتر). من الاتحاد السوفييتي سنة 1959 . 
```
تولّى قيادة معهد الدراسات الحرب الجوية وعمل بدوره أركان حرب.
```

درس في كلية ناصر العسكرية في عام1971
تم اختيار اللواء الحناوي -قائد معهد دراسات الحرب الجوية 
(قائدا للجهود الجوي) ورئيس لشعبة العمليات الجوية (بالقيادة العربية الموحدة).
شارك في خمس حروب (حرب 1948 - العدوان الثلاثي عام 1956 - حرب 1967 - حرب الاستنزاف 67-1969) و حرب أكتوبر مخطط.
ثم تولى قائد للقوات الجوية والدفاع الجوي 1967-1969 .

## وفاته
توفي نهاية عام 1999 .